# Otrádnaya (Krasnodar)
Otrádnaya (del ruso: Отрадная) es una stanitsa, centro administrativo del raión homónimo, en el krai de Krasnodar del sur de Rusia. Está situada al norte de las vertientes septentrionales del Gran Cáucaso, en la orilla izquierda del río Urup, donde en este confluyen los ríos Bolshói Teguin, Kuntimes y Dzhelmes. Tenía 23 204 habitantes en 2010.
Las ciudades más cercanas son Nevinnomysk (43 km al nordeste) y Armavir (73 km al noroeste).
No debe ser confundida con la más pequeña stanitsa Otrádnaya del raión de Tijoretsk en el mismo krai.
Al asentamiento de tipo rural de Otrádnaya pertenecen Sadovi, Otrado-Soldatski, Novourupski y Pokrovski.

## Historia
La stanitsa fue fundada en 1857 como una fortaleza militar en el emplazamiento de un aul adigué con el nombre de Ust-Tinginskaya como parte de la línea defensiva del Cáucaso contra los pueblos de la montaña. Habitada por Cosacos de la Línea del Cáucaso y Cosacos del Don. Fue luego la sede de la 5ª Brigada de los Cosacos del Kubán. Aquí habitó el disidente polaco Jaroslaw Dombrowski. En 1873 es asignada al otdel de Batalpashinskaya del óblast de Kubán del Imperio ruso.
El 19 de julio de 1924 es designada como centro administrativo del recién constituido raión de Otrádnaya, que a partir de 1937 pertenece al krai de Krasnodar.

## Demografía
| 2002   | 2010   |
| ------ | ------ |
| 22 692 | 23 204 |

### Composición étnica
De los 22 692 habitantes que tenía en 2002, el 79.2 % era de etnia rusa, el 17 % era de etnia armenia, el 1.2 % era de etnia ucraniana, el 0.3 % era de etnia gitana, el 0.3 % era de etnia alemana, el 0.2 % era de etnia bielorrusa, el 0.2 % era de etnia georgiana, el 0.2 % era de etnia azerí, el 0.2 % era de etnia griega, el 0.1 % era de etnia adigué y el 0.1 % era de etnia tártara

## Educación
En la localidad hay cinco escuelas secundarias. Otras representaciones de instituciones de educación incluyen: la filial de Escuela profesional de Armavir, la filial de la Universidad Estatal del Kubán y el Instituto de Humanidades de Otrádnaya.

## Clima
| Parámetros climáticos promedio de Otrádnaya          | Parámetros climáticos promedio de Otrádnaya | Parámetros climáticos promedio de Otrádnaya | Parámetros climáticos promedio de Otrádnaya | Parámetros climáticos promedio de Otrádnaya | Parámetros climáticos promedio de Otrádnaya | Parámetros climáticos promedio de Otrádnaya | Parámetros climáticos promedio de Otrádnaya | Parámetros climáticos promedio de Otrádnaya | Parámetros climáticos promedio de Otrádnaya | Parámetros climáticos promedio de Otrádnaya | Parámetros climáticos promedio de Otrádnaya | Parámetros climáticos promedio de Otrádnaya | Parámetros climáticos promedio de Otrádnaya |
| Mes                                                  | Ene.                                        | Feb.                                        | Mar.                                        | Abr.                                        | May.                                        | Jun.                                        | Jul.                                        | Ago.                                        | Sep.                                        | Oct.                                        | Nov.                                        | Dic.                                        | Anual                                       |
| ---------------------------------------------------- | ------------------------------------------- | ------------------------------------------- | ------------------------------------------- | ------------------------------------------- | ------------------------------------------- | ------------------------------------------- | ------------------------------------------- | ------------------------------------------- | ------------------------------------------- | ------------------------------------------- | ------------------------------------------- | ------------------------------------------- | ------------------------------------------- |
| Temp. máx. media (°C)                                | 1.4                                         | 1.7                                         | 6.4                                         | 13.9                                        | 19.1                                        | 22.5                                        | 25.8                                        | 25.0                                        | 20.5                                        | 14.6                                        | 7.6                                         | 2.4                                         | 13.5                                        |
| Temp. mín. media (°C)                                | -4                                          | -4.8                                        | -0.8                                        | 4.9                                         | 9.3                                         | 12.8                                        | 15.8                                        | 15.3                                        | 11.2                                        | 6.5                                         | 1.4                                         | -3                                          | 5.4                                         |
| Precipitación total (mm)                             | 74                                          | 68                                          | 65                                          | 73                                          | 83                                          | 105                                         | 82                                          | 78                                          | 74                                          | 90                                          | 89                                          | 88                                          | 968                                         |
| Fuente: Temperaturas del krai de Krasnodar (en ruso) |                                             |                                             |                                             |                                             |                                             |                                             |                                             |                                             |                                             |                                             |                                             |                                             |                                             |

## Personalidades
- Vasili Damayev (1878-1932), cantante de ópera ruso.
- Nonna Mordiukova (1925-2008), actriz rusa, pasó parte de su infancia en Glafirovka y Novourupski.
- Vasili Kandybin, héroe de la Guerra civil rusa, comisario político de la brigada I. A. Kochubéi.
- Serguéi Mastepánov (1913-2002), paremiólogo ruso.
- Gari Némchenko (n.1936) escritor ruso y soviético.